# Leandro Ramos
Leandro Parreças Ramos, né le 21 septembre 2000 à Oliveira do Bairro, est un athlète portugais, spécialiste du lancer du javelot.

## Biographie
En 2019 il s'empare du record national avec un jet à 77,52 m lors de la Coupe d'Europe des clubs champions d'athlétisme, améliorant les 75,55 m de Tiago Aperta réalisés en 2012.
En 2021 il améliore plusieurs fois son record. Il devient le premier Portugais à lancer le javelot à plus de 80 mètres, à Vagos. 
En juillet, il remporte la médaille d'argent aux championnats d'Europe espoirs, puis porte son record national à 82,44 m à Castelo de Vide.
Le 13 mai 2022, au cours du Doha Diamond League, il établit un nouveau record du Portugal en 84,78 m. Il est médaillé d'or aux Championnats ibéro-américains 2022 et aux Jeux méditerranéens 2022.

## Palmarès

### International
| Date | Compétition                      | Lieu     | Résultat | Temps   |
| ---- | -------------------------------- | -------- | -------- | ------- |
| 2021 | Championnats d'Europe espoirs    | Tallinn  | 2e       | 80,61 m |
| 2022 | Coupe d'Europe des lancers (U23) | Leiria   | 2e       | 76,48 m |
| 2022 | Championnats ibéro-américains    | La Nucia | 1er      | 81,37 m |
| 2022 | Jeux méditerranéens              | Oran     | 1er      | 82,23 m |
| 2023 | Coupe d'Europe des lancers       | Leiria   | 1er      | 78,57 m |
| 2024 | Championnats ibéro-américains    | Cuiabá   | 2e       | 83,09 m |

### National
- Championnats du Portugal :
  - Vainqueur en 2020, 2021, 2022 et 2023

## Records
| Épreuve           | Temps        | Lieu | Date        |
| ----------------- | ------------ | ---- | ----------- |
| Lancer du marteau | 84,78 m (NR) | Doha | 13 mai 2022 |